# Applikationsexperte
Applikationsexperte/Applikationsexpertin ist eine von zwei Spezialisierungen in der Produktionstechnologie. Applikationsexpertinnen und Applikationsexperten erarbeiten in Projektteams mit Entwicklern und Kunden Lösungen für produkttechnische Aufgabenstellungen an der Schnittstelle zwischen Kunden und Produkten. 
Das Spezialistenprofil beschreibt die Voraussetzungen zur Zulassung zwecks Fortbildung zur/zum Prozessmanagerin/Prozessmanager Produktionstechnologie. Die Qualifizierung kann vollständig innerhalb eines Betriebs erfolgen. Qualifizierung heißt somit: Die Applikationsexpertin/Applikationsexperte führt eigenständig Arbeitsprozesse durch, z. B. Klären technischer Anforderungen, Umsetzen von Kundenaufträge in Konstruktions- oder Produktionsaufträge oder Zusammenstellen von Daten für die Systemdokumentation. Voraussetzung für die Qualifizierung ist eine abgeschlossene Ausbildung, z. B. zum Produktionstechnologen.